# NGC 523
NGC 523 est une vaste galaxie spirale. Elle est située dans la constellation d'Andromède. NGC 523 a été découverte par l'astronome germano-britannique William Herschel en 1784 et ajoutée au catalogue NGC sous la désignation NGC 537. NGC 523 est la même galaxie que NGC 537 et elle a été redécouverte le 23 août 1862 par l'astronome prussien Heinrich d'Arrest.

## Caractéristiques
Sa vitesse par rapport au fond diffus cosmologique est de 4 481 ± 20 km/s, ce qui correspond à une distance de Hubble de 66,1 ± 4,6 Mpc (∼216 millions d'al).
À ce jour, 16 mesures non basées sur le décalage vers le rouge (redshift) donnent une distance de 62,381 ± 8,027 Mpc (∼203 millions d'al), ce qui est à l'intérieur des valeurs de la distance de Hubble.
Cette galaxie figure à l'atlas Arp sous la désignation Arp 158 comme un exemple de galaxie perturbée par l'absorption intérieure de matière.

## Supernova
La supernova SN 2001en a été découverte dans NGC 523 le 26 septembre 2001. Cette supernova était de type Ia.

## Groupe de NGC 507
NGC 523 fait partie du groupe de NGC 507. Ce vaste groupe comprend au moins 42 galaxies dont 21 figurent au catalogue NGC et 5 au catalogue IC. Quatre membres de ce groupe sont aussi des galaxies de Markarian. La plus brillante de ces galaxies est NGC 507 et la plus grosse NGC 536.